# 890

## Nașteri
- dată necunoscută: Sfânta Olga sfânt și nobil din Rusia Kieveană (d. 969)
- dată necunoscută: Raoul al Franței  (d. 936)
- dată necunoscută: Reginar al II-lea de Hainaut  (d. 932)

## Decese
- dată necunoscută: Nicefor Focas cel Bătrân  (n. ?)
- dată necunoscută: Anandavardhana  (n. 820)
- dată necunoscută: Erchempert  (n. ?)